# 宜兴埠圣保禄堂
宜兴埠圣保禄堂是天主教天津教区位于天津市北辰区宜兴埠的一所圣堂。该堂历史较悠久，历史上曾多次拆毁并重建。目前仅存堂区，租用民房作为祈祷所举行弥撒。

## 历史沿革
宜兴埠堂前身为“耶稣苦难堂”，为雷鸣远神父购地建设。始建日期暂不可考。于1942年期间，因内战造成宜兴埠民房被毁，其中包括圣堂。临时本堂何德民神父将堂区迁至河堤街。
1966-76年间，教堂再次被毁，堂址被占用。1980年代落实宗教政策后信众恢复宗教活动，但教产问题并未解决，信众不得不去其他堂区参与弥撒。自2008年起，堂区开始了恢复工作，临时租用民房作为祈祷所。2009年举行了复堂后第一次入门圣事。
堂区于2014年初重新获得土地权证，现址位于原堂址附近，原计划一年左右建成，但由于资金问题和环保要求，截至2018年1月仍未完工。现任本堂袁树国神父。